# Truncatoflabellum paripavoninum
Truncatoflabellum paripavoninum är en korallart som först beskrevs av Alcock 1894.  Truncatoflabellum paripavoninum ingår i släktet Truncatoflabellum och familjen Flabellidae. Inga underarter finns listade i Catalogue of Life.